# Jackson (Missouri)
Jackson település az Amerikai Egyesült Államok Missouri államában, Cape Girardeau megyében, melynek megyeszékhelye is. Lakosainak száma 15 481 fő (2020. április 1.).

## Népesség
A település népességének változása:

| 2010 | 13 758 |
| 2020 | 15 481 |